# Онопрієнко Валентин Іванович
Онопріє́нко Валенти́н Іва́нович (2 квітня 1939, м. Алдан, Якутія) — український вчений, доктор філософських наук (1982), професор (1992), завідувач відділу методології та соціології науки Центру досліджень науково-технічного потенціалу та історії науки імені Г. М. Доброва НАН України, член наукової ради та голова експертної ради «Прогнозування науки та освіти» Державного фонду фундаментальних досліджень України, член редколегії міжнародного журналу «Наука та наукознавство», член Академії наук вищої школи України та Академії будівництва України, автор понад 400 праць, 40 монографій.

## Біографія
Онопрієнко Валентин Іванович народився 2 квітня 1939 року у місті Алдан в Якутії, СРСР. Закінчив школу із золотою медаллю у 1957 році, у 1962 році закінчив геологічний факультет Московського державного університету ім. М. В. Ломоносова, у 1966 році — аспірантуру кафедри філософії науки МДУ.
У 1962–1963 роках працював в Інституті геології Карельського філіалу АН СРСР. У 1964 році переїхав до Києва, з того ж року і до 1975 року працював у Київському політехнічному інституті. У 1975–1986 роках працював у Секторі історії природознавства та техніки Інституту історії АН УРСР. З 1986 року працює в організованому Г. М. Добровим Центрі досліджень науково-технічного потенціалу та історії науки НАН України. Спочатку очолював відділ історії техніки, був парторгом Центру. У 1992 році очолив відділ методології та соціології науки.

## Наукова та викладацька діяльність
У 1960-х роках В. І. Онопрієнко працював разом з академіком О. С. Поваренних та професором С. А. Морозом над розробкою методологічних проблем геології. У 80-ті роки провів дослідження з методології геологічної картографії, стратиграфії, геохронології, мінералогії.
Найбільший внесок В. І. Онопрієнко зробив у вивчення історії науки та техніки. У 1997 році на Міжнародному конгресі з історії науки (м. Льєж, Бельгія) у Міжнародний союз історії та філософії науки було прийнято Національний комітет істориків науки України, президентом якого було затверджено В. І. Онопрієнка. Одним із результатів діяльності Комітету стала публікація колективної монографії «Тартуский университет и Украина» (2004).
За внесок у наукову біографістику отримав срібну медаль РАН імені академіка Яншина.
Працюючи в Академії наук України, В. І. Онопрієнко продовжував викладати у вищій школі. Викладацьку діяльність розпочав у МДУ, продовжив її в Київському політехнічному інституті, Національному університеті імені Тараса Шевченка, Київському державному університеті культури та мистецтва, Київському національному лінгвістичному університеті, Національному авіаційному університеті, Центрі гуманітарної освіти НАН України. Автор багатьох підручників та посібників.
Багато років є членом спеціалізованих рад із захисту докторських та кандидатських дисертацій в Інституті філософії ім. Г. С. Сковороди НАН України та Центрі досліджень науково-технічного потенціалу та історії науки ім. Г. М. Доброва НАН України. Чотири роки був членом експертної комісії ВАК України з історичних наук. Під його керівництвом 14 спеціалістів захистили кандидатські та 3 докторські дисертації з філософських та історичних наук.
Лауреат премії НАН України імені М. С. Грушевського (2012)

### Наукові праці
- «Методология и понятийный базис геохронологии» (1984, у співавторстві з К. В. Сімаковим, О. М. Дмитрієвим)
- «Минералогия: прошлое, настоящее, будущее» (1986, у співавторстві з О. С. Поваренних)
- «Основы геологической картографии» (1987, у співавторстві з В. Ю. Забродіним і В. А. Соловйовим,
- «Пространственно-временные аспекты стратиграфии» (1988, у співавторстві з С. А. Морозом)
- «Неорганическое материаловедение»
- «Развитие строительной науки и техники» у 3-х томах (колективна монографія)
- «Создатели новой техники в Украинской ССР» (1991, колективна монографія)
- «Становление высшего технического образования» (1990, у співавторстві з Т. О. Щербань)
- «Історія Академії наук України: 1918—1993» (1993, колективна монографія)
- «Історія української науки. XIX — XX ст.» (підручник)
- «Наукове співтовариство. Вступ до соціології науки» (1998)
- «Методологические вопросы науковедения» (2001)
- «Науковедение: поиск системных идей» (2008)
- «В. И. Вернадский: Наука. Философия. Человек» (у співавторстві з І. І. Мочаловим)
- «Джерела з історії Українського наукового товариства в Києві» (у співавторстві з Т. О. Щербань)[4]

### Науково-популярні книги
- «Геологічний календар» (1977, з К. В. Сімаковим),
- «Зов высоких широт: Северные экспедиции Ф. Н. Чернышева» (1989)
- «Геологи на Крайнем Севере» (1990).

### Книги з «Научно-биографической серии» Російської Академії наук
- «Феодосий Николаевич Чернышев» (1985, з Ю. О. Анісімовим)
- «Павел Аполлонович Тутковский» (1987)
- «Геннадий Данилович Романовский» (1995)
- «Флоренские» (2000)
- «Николай Иванович Андрусов» (1990),
- «Борис Борисович Голицын» (2002)
- «Александр Сергеевич Поваренных» (2004, з М. В. Онопрієнком)
- «Владимир Иванович Лучицкий» (2004)
- «Кирилл Владимирович Симаков» (2006)
- «Чирвинские» (2008, з М. В. Онопрієнком)